# Grădișteanca, Teleorman
Grădișteanca este un sat în comuna Gălăteni din județul Teleorman, Muntenia, România.